# Форт № 6 — Королева Луиза
Форт № 6 «Королева Луиза» (Konigin Luise bei Juditten) — один из фортов внутреннего оборонительного кольца Кёнигсберга.

## История
В середине XIX века вокруг города начала строиться «Ночная перина», как полушутя называли горожане кольцо фортов, предназначенных для того, чтобы останавливать противника на дальних подступах. Было выстроено двенадцать фортов-крепостей и пять т. н. «литерных фортов», причём первым, имеющим по 200—300 человек в гарнизоне, присваивались имена в честь прославленных исторических личностей Германии.
Форт № 6 «Королева Луиза» прикрывал железную и шоссейные дороги на Пиллау (Балтийск). Построен он был в 1875 году и представлял собой небольшую крепость, обнесённую сухим рвом, с необходимым набором равелинов, эскарпов, контрэскарпов и других достижений фортификационной науки, позволяющих отражать атаки неприятеля в течение нескольких месяцев.
По завершении строительства, в связи с совершенствованием наступательного вооружения и тактики ведения боя, вся система фортов Кёнигсберга несколько раз подвергалась усовершенствованиям и усилению оборонительных функций. Последние усовершенствования были сделаны в 30-40-е годы XX века.
8 апреля в бою северо-западнее Кёнигсберга батарея гвардии старшего лейтенанта Александра Космодемьянского, преодолев минное поле и плотный заградительный огонь, первой прорвалась в форт «Королева Луиза» и, нанеся значительный урон противнику мощным огнём, принудила гарнизон форта к капитуляции.

## Галерея

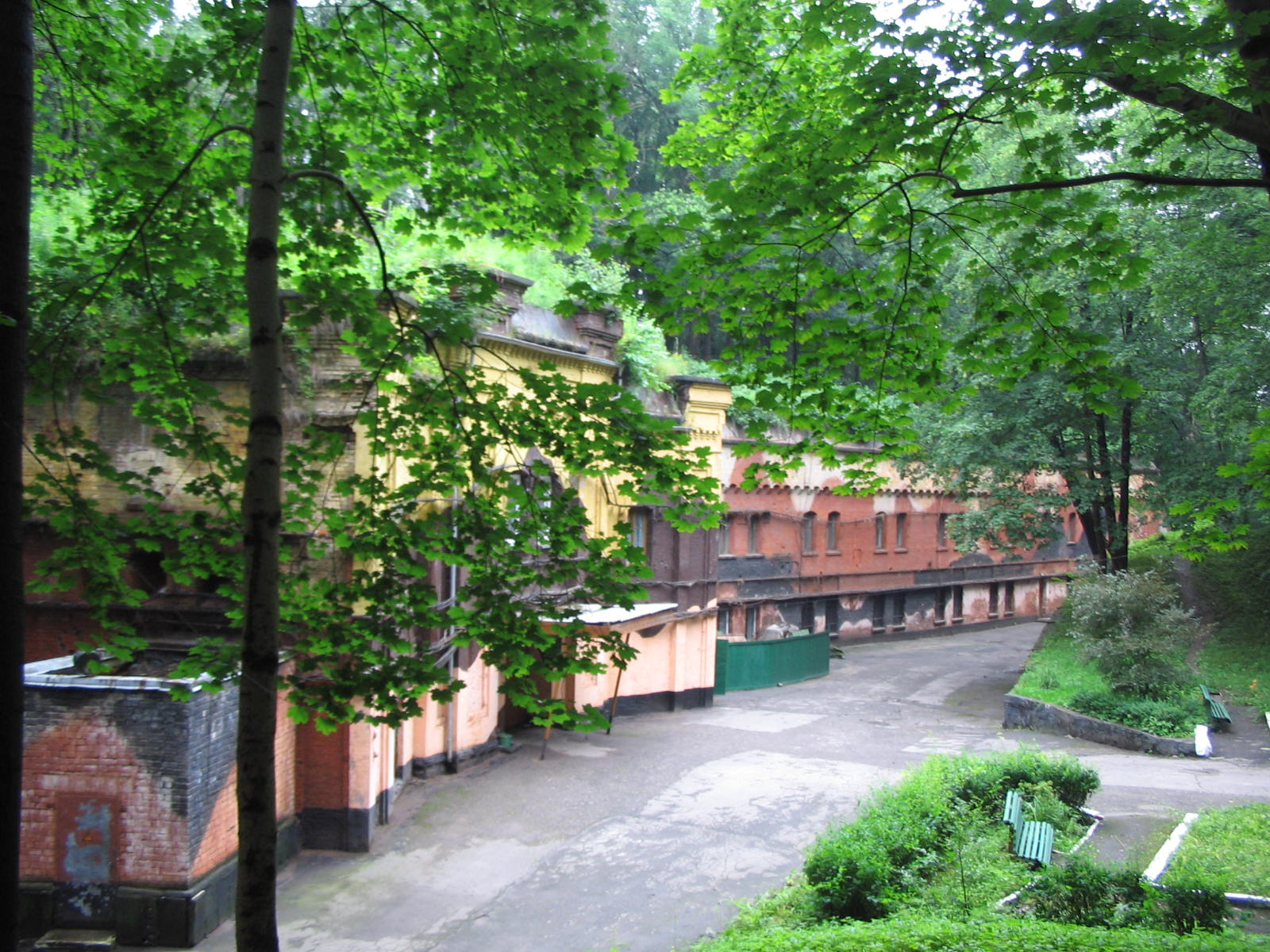
Тыльная сторона 6-го форта
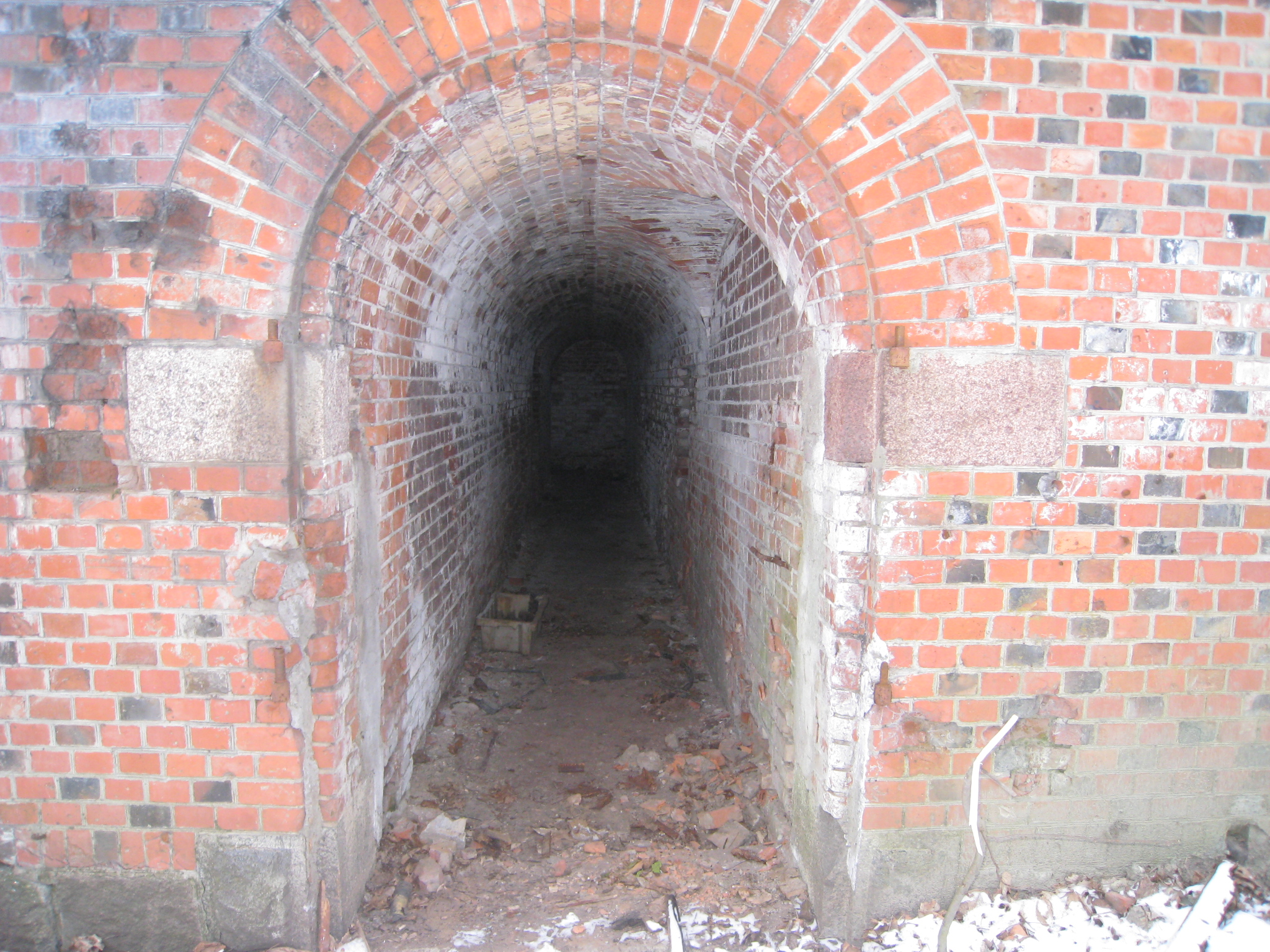
Один из тоннелей-проходов форта № 6
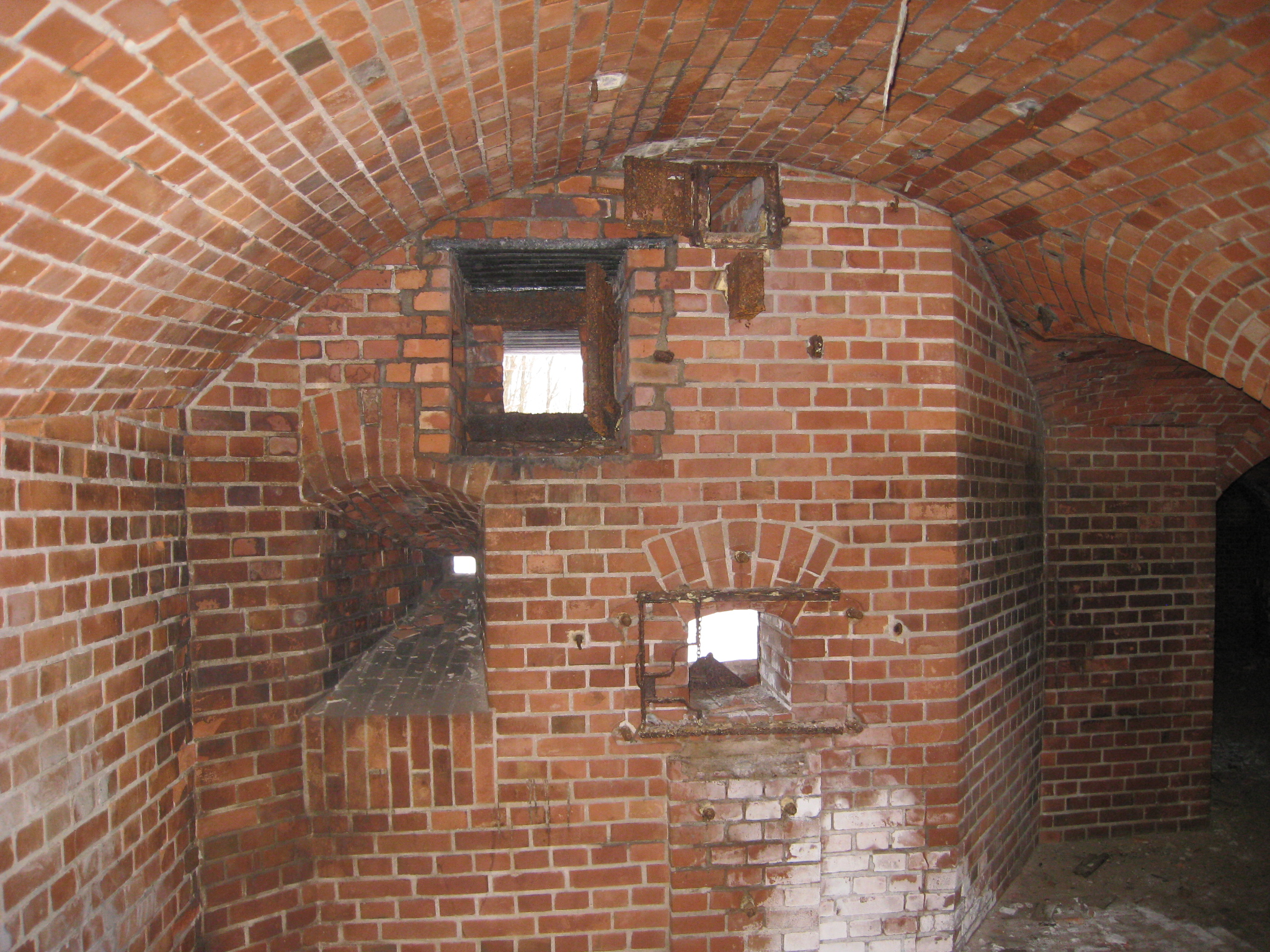
Фрагмент обходной галереи
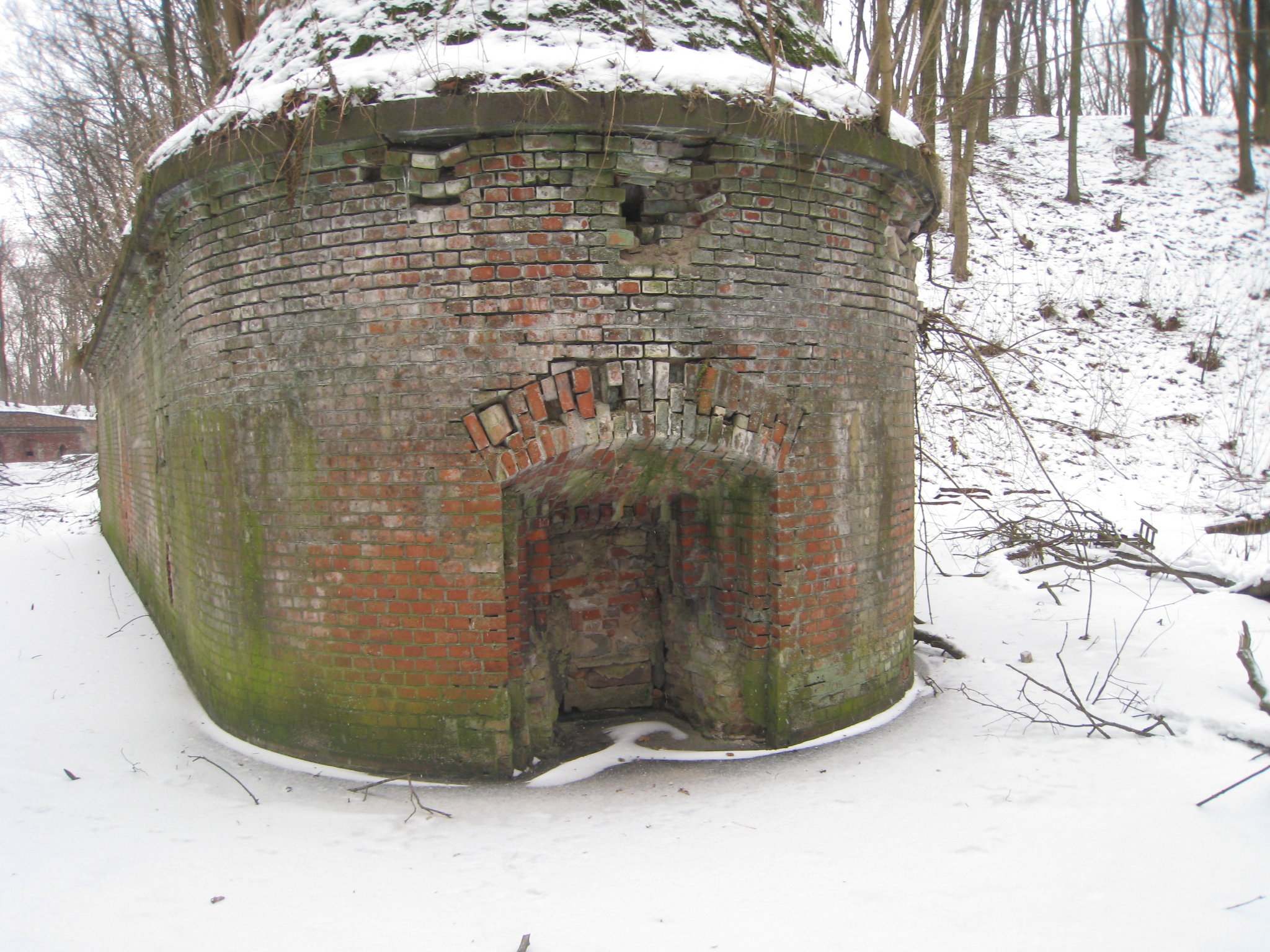
Фрагмент внешнего вида
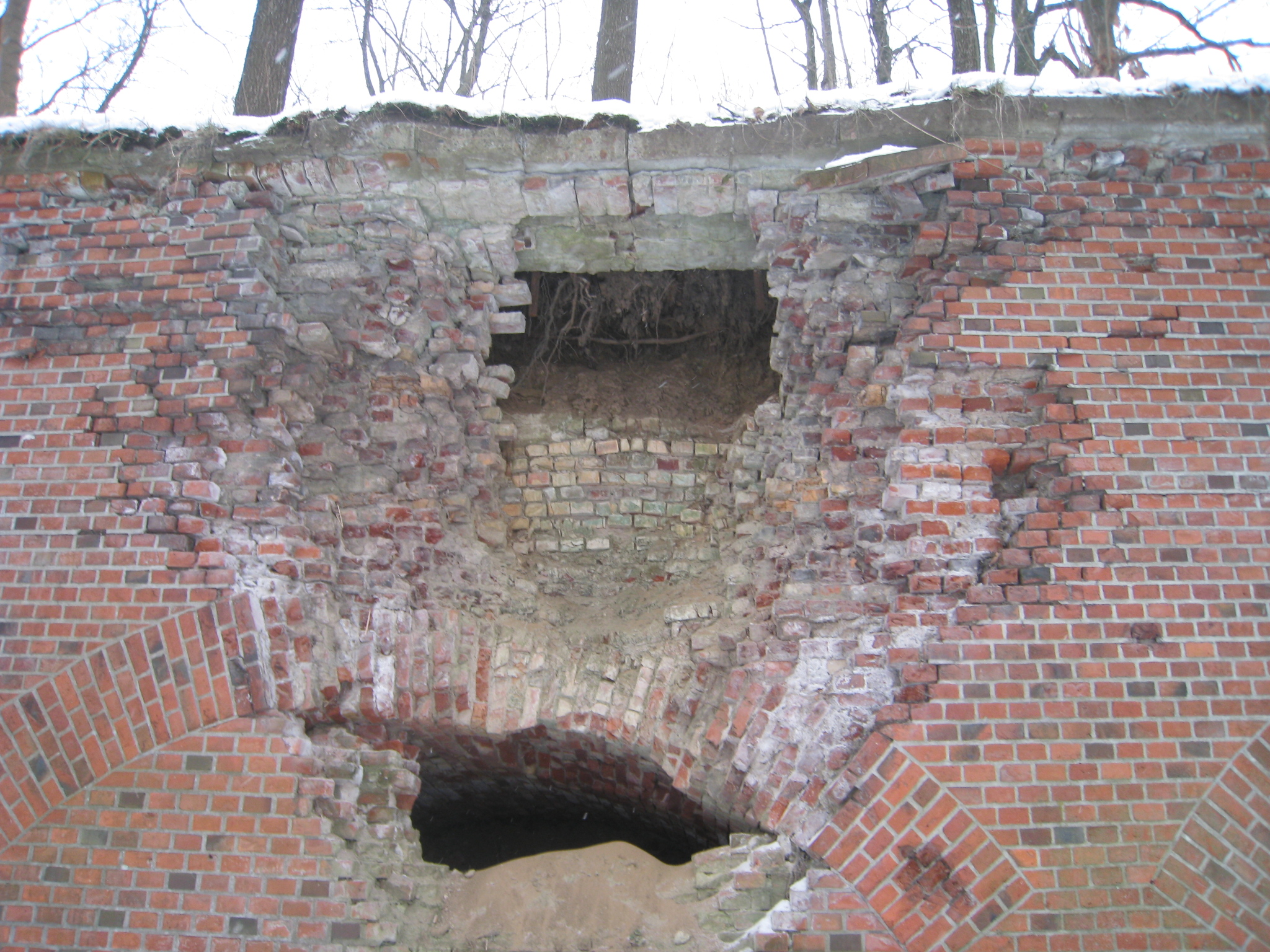
Следы разрушений от штурма форта в 1945 году